# 541200 Komjadibela
541200 Komjadibela este o planetă minoră (asteroid) din centura de asteroizi. A fost descoperită pe 24 august 2008 la Piszkéstetői Obszervatórium⁠(d) de  și a fost numită după Komjádi Béla⁠(d). 
Obiectul prezintă o orbită caracterizată de o semiaxă mare de 2,9807066756234 UAi, o excentricitate de 0,05368545804087, o înclinație de 8,9106435675409 ° în raport cu ecliptica.